# Jean Cruguet
Jean Cruguet (né le 8 mars 1939) à Agen, est un jockey franco-américain.

## Carrière
Placé en orphelinat à 5 ans après que son père a quitté le foyer, Jean Cruguet commence à monter en course à 16 ans mais sa progression est interrompue lorsqu'il est appelé sous les drapeaux. Il sert durant la guerre d'Algérie et, à son retour, monte à Chantilly où il entre au service de François Mathet, le plus grand entraîneur français de l'époque, pour remplacer Yves Saint-Martin mobilisé à son tour par le service militaire. Quand celui-ci revient, la voie du succès semble bouchée pour Jean Cruguet, qui décide alors de tenter sa chance aux États-Unis avec son épouse Denise, l'une des premières femmes-entraîneurs en France. En 1965, il débarque en Floride où le fameux entraîneur argentin Horatio Luro (membre du Hall of Fame, qui a eu sous ses ordres des chevaux tels que Princequillo ou Northern Dancer) l'engage pour monter sur l'hippodrome de Hialeah Park. Par la suite il s'installe dans l'état de New York et en 1968 remporte un premier succès de prestige dans les Travers Stakes en selle sur Chompion. Il s'installe peu à peu parmi les jockeys qui comptent, étant associé à l'occasion au crack Arts and Letters et surtout, en 1970, avec le jeune prodige Hoist The Flag (selon lui un poulain plus doué que Secretariat, et le meilleur cheval qu'il ait jamais monté), avec lequel il est sacré 2 ans de l'année, mais qu'une blessure au début de sa saison classique empêche de viser la Triple Couronne.
Jean Cruguet revient en France en 1972 et 1973, à l'invitation de l'entraîneur Angel Penna. Deux années couronnées de succès, puisqu'il remporte la Poule d'Essai des Pouliches, le Prix Morny, le Prix Vermeille et les Champion Stakes (pour l'Irlandais Paddy Mullins), terminant deux fois deuxième au classement de la cravache d'or derrière Freddy Head. Un regret toutefois : une blessure l'empêche d'être associé à sa partenaire San San dans le Prix de l'Arc de Triomphe, qu'elle remporte avec Freddy Head sur le dos. Cruguet revient à l'occasion en Europe, mais l'essentiel de sa carrière se déroule aux États-Unis où, en 1976, il découvre un poulain surdoué, Seattle Slew, qui ne sait pas perdre une course et lui apporte l'année suivante le graal ultime des courses américaines : la Triple Couronne (Kentucky Derby, Preakness Stakes, Belmont Stakes), qu'il s'adjuge en restant invaincu. 
Jean Cruguet fait partie de l'élite des jockeys américains lorsqu'il décide de stopper sa carrière en 1980 pour épauler sa femme qui a monté une petite écurie. Mais il reprend la compétition deux ans plus tard et continue à monter jusqu'au début des années 90, remportant encore le Washington, D.C. International en 1993, à 54 ans. Ce jockey réputé pour son efficacité à cheval se retire ensuite et vit près de Versailles, dans le Kentucky.

## Palmarès sélectif
États-Unis
- Kentucky Derby – 1 – Seattle Slew (1977)
- Preakness Stakes – 1 – Seattle Slew (1977)
- Belmont Stakes – 1 – Seattle Slew (1977)
- Travers Stakes – 1 – Chompion (1968)
- Hopeful Stakes – 2 – Jacknife (1975), Banquet Table (1976)
- Mother Goose Stakes – 2 – Girl in Love (1976), Road Princess (1977)
- Wood Memorial Stakes – 2 – Seattle Slew (1977), Leroy S. (1984)
- Washington, D.C. International – 2 – Mac Diarmida (1978), Buckhar (1993)
- Metropolitan Handicap – 1 – Arts and Letters (1969)
- Champagne Stakes  – 1 – Seattle Slew (1977)
- Coaching Club American Oaks – 1 – Class Play (1984)

 Canada
- Canadian International Stakes – 2 – Mac Diarmida (1978), Hodges Bay (1989)

 France
- Poule d'Essai des Pouliches – 1 – Mata Hari (1972)
- Prix Morny – 1 – Filiberto (1972)
- Prix Vermeille – 1 – San San (1972)

 Royaume-Uni
- Champion Stakes – 1 – Hurry Harriet (1973)